# کارل فاتسر
کارل فاتسر (انگلیسی: Karl Fazer; ۱۶ اوت ۱۸۶۶ – ۹ اکتبر ۱۹۳۲) تیرانداز و کارآفرین اهل فنلاند بود، که در سال ۱۸۹۱ شرکت فاتسر را تأسیس کرد.